# Паутинник Терпсихоры
Паути́нник Терпсихо́ры (лат. Cortinarius terpsichores) — гриб рода паутинник. Именем Терпсихоры, музы танца, назван за интенсивную окраску, похожую на цветовую гамму некоторых картин Э. Дега, например, «Голубые танцовщицы».

## Описание
Плодовые тела относительно крупные.
Шляпка окрашена в интенсивный фиолетово-синий цвет, с возрастом выцветает, становится медно-жёлтой. 
Ножка массивная, вздутая в основании, того же цвета, что и шляпка. 

## Экология и распространение
Встречается преимущественно в лиственных лесах Европы, на севере — до Скандинавии, редок. 

## Сходные виды
- Паутинник голубеющий (Cortinarius caerulescens) окрашен более равномерно и дольше сохраняет на шляпке следы кортины, растёт в хвойных лесах.